# 門前仲町站
門前仲町站（日语：／ Monzen-nakachō eki */?）是位於日本東京都江東區門前仲町，屬於東京地下鐵、東京都交通局（都營地下鐵）的鐵路車站。東京地下鐵站體位於門前仲町一丁目、都營地下鐵站體位於門前仲町二丁目。
此站有東京地下鐵的東西線與都營地下鐵的大江戶線停靠，是轉乘站。東西線的車站編號是T 12、大江戶線是E 15。

## 歷史
- 1967年（昭和42年）9月14日：帝都高速度交通營團（營團地下鐵）東西線門前仲町站開業。
- 1994年（平成6年）3月：大堂拓寬，新設轉乘聯絡通道等東西線車站改善工程動工[1]。
- 2000年（平成12年）12月12日：東京都交通局（都營地下鐵）大江戶線站區開業。本站成為換乘站[2]。
- 2001年（平成13年）3月：東西線車站改善工程完成。總工費約23億5000萬日圓[1]。
- 2004年（平成16年）4月1日：營團地下鐵民營化，東西線站區由東京地下鐵接手管理。
- 2014年（平成26年）3月15日：開始IC卡付費區內通過服務。[3]

## 車站構造

### 東京地下鐵
東西線月台位於地下二樓，採用對向式月台2面2線設計，兩線中間有支柱分隔。
剪票口有2處，其中近茅場町的剪票口有電扶梯以及與大江戶線站區聯絡通道、連絡剪票口。此外兩個月台與大江戶線月台間亦設有專用換乘通道。電梯連結4號出口直通大樓與大廳。
由於大江戶線轉乘客，2號線月台中野側十分擁擠，因此2008年9月28日起將停止位置目標往中野側移動5公尺。之後計畫進行木場側剪票口與月台的電扶梯設置工程、月台中央部分拓寬工程。

#### 月台配置

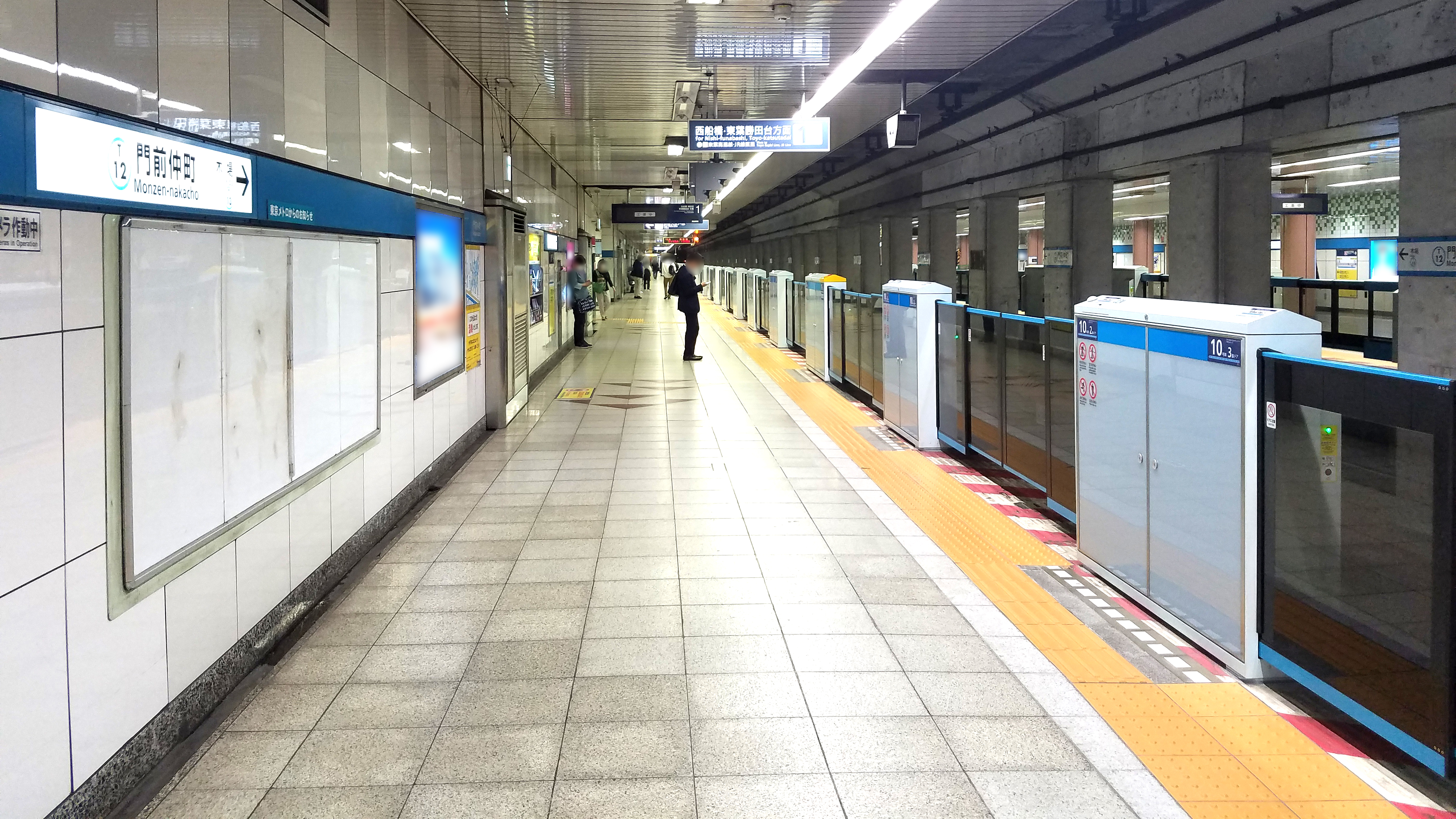
月台

| 月台 | 路線   | 目的地                               |
| ---- | ------ | ------------------------------------ |
| 1    | 東西線 | 浦安、西船橋、津田沼、東葉勝田台方向 |
| 2    | 東西線 | 日本橋、大手町、中野、三鷹方向       |

（來源：東京地下鐵:構內圖 （页面存档备份，存于））
- 月台

### 東京都交通局
島式月台1面2線之地下車站。
剪票口只有1處，往東西線兩月台皆有轉乘剪票口。
本站管理門前仲町站務管區門前仲町站務區勝鬨站 - 藏前站間（藏前站只管理大江戶線）。
本站設有定期券售票處、定期券自動售票機。
剪票口層與月台之間設有階梯、電扶梯、電梯。地面與大廳之間設有電梯，位於兩國側出口。
隧道壁磚使用藍色與白色2色，站名標周圍有使用江戶文字角字寫成的「門前仲町」4字。

#### 月台配置
| 月台 | 路線     | 目的地                     |
| ---- | -------- | -------------------------- |
| 1    | 大江戶線 | 兩國、上野御徒町、春日方向 |
| 2    | 大江戶線 | 大門、六本木、新宿方向     |

（來源：都營地下鐵:車站構內圖 （页面存档备份，存于））

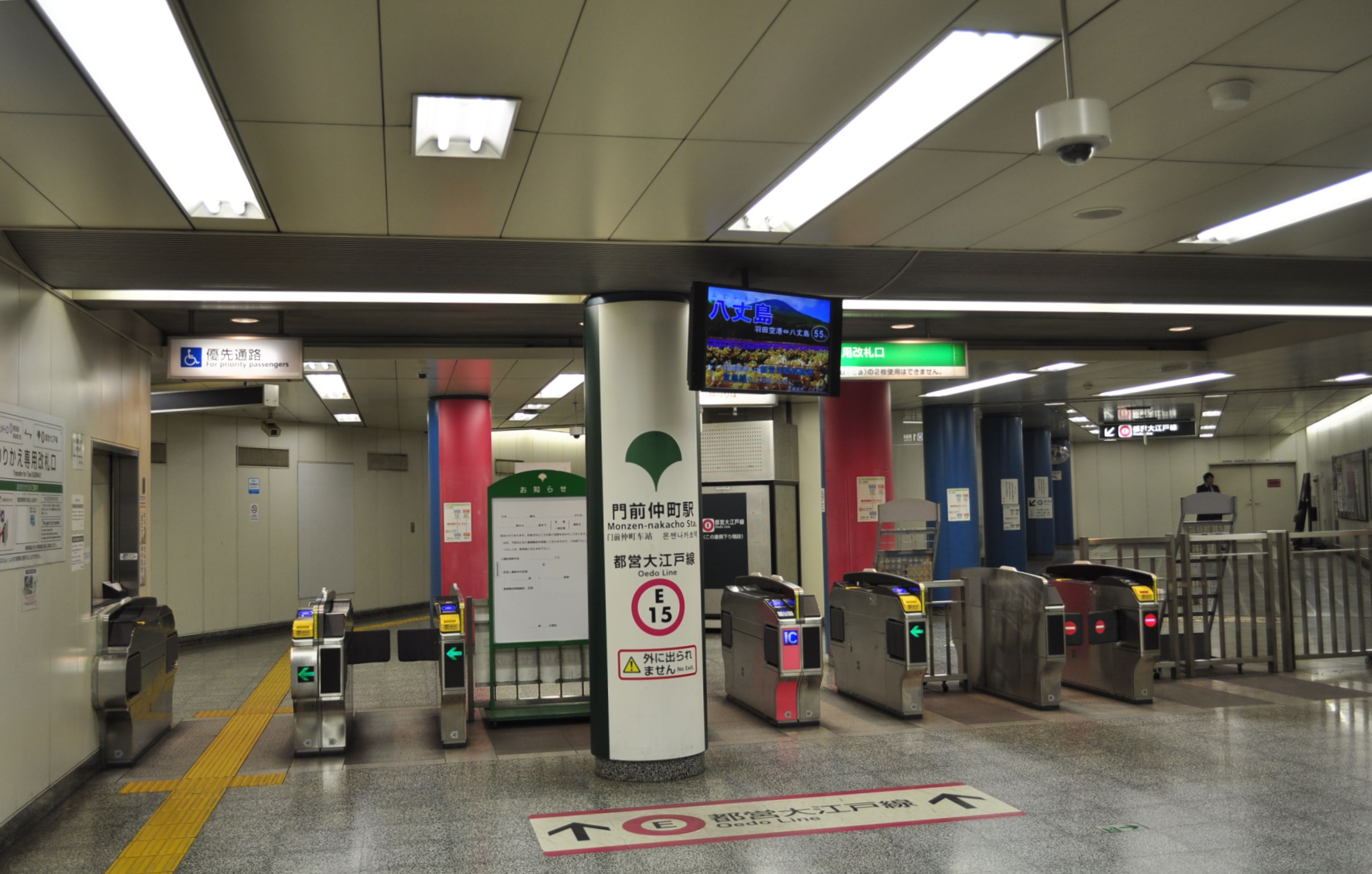
大江戶線閘口（2018年3月10日攝）
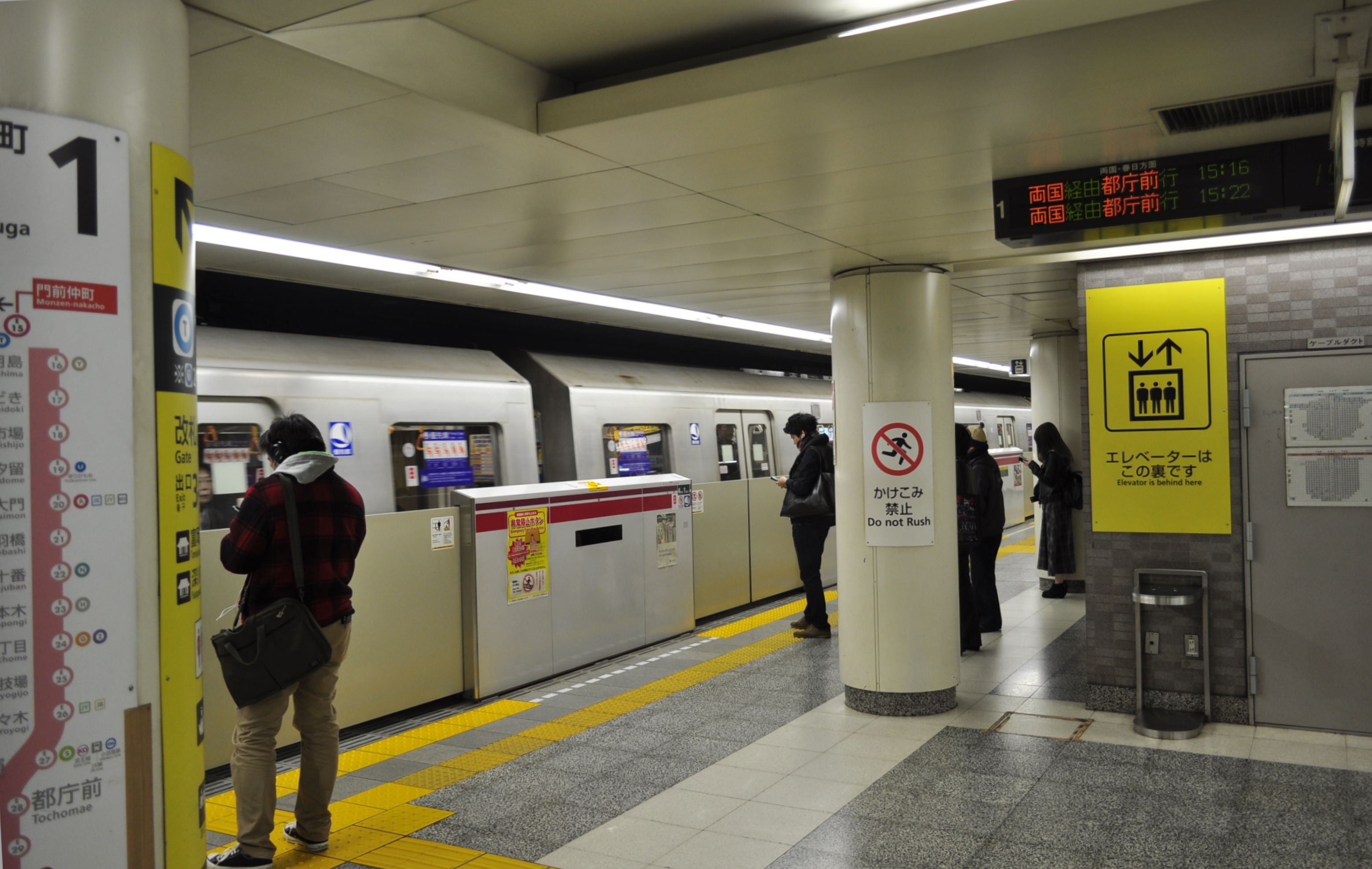
大江戶線月台（2018年3月10日攝）
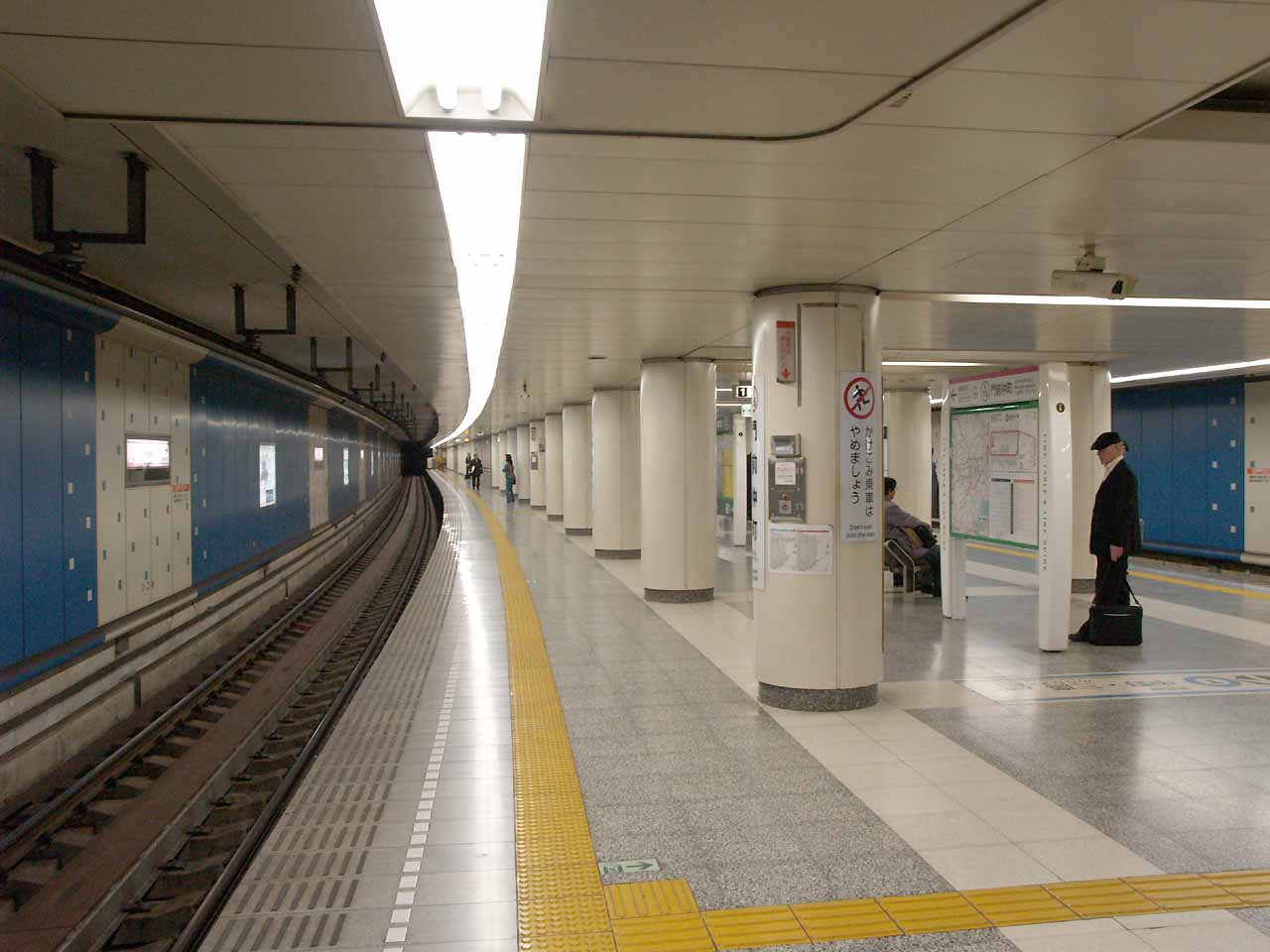
都營大江戶線月台（2008年3月11日）

## 利用狀況
- 東京地下鐵 - 2017年度1日平均上下車人次為119,245人[8]。
- 都營地下鐵 - 2015年度1日平均上下車人次為87,957人（上車人次43,878人、下車人次44,079人）[9]。

各年度1日平均上下車人次如下表。
| 年度               | 東京地下鐵         | 東京地下鐵 | 都營地下鐵         | 都營地下鐵 |
| 年度               | 1日平均 上下車人次 | 增長率     | 1日平均 上下車人次 | 增長率     |
| ------------------ | ------------------ | ---------- | ------------------ | ---------- |
| 2000年（平成12年） | 96,231             |            |                    |            |
| 2001年（平成13年） | 97,985             | 1.8%       |                    |            |
| 2002年（平成14年） | 99,496             | 1.5%       |                    |            |
| 2003年（平成15年） | 99,533             | 0.0%       | 59,732             | 6.5%       |
| 2004年（平成16年） | 98,286             | −1.3%      | 58,290             | −2.4%      |
| 2005年（平成17年） | 99,196             | 0.9%       | 60,719             | 4.2%       |
| 2006年（平成18年） | 103,372            | 4.2%       | 64,926             | 6.9%       |
| 2007年（平成19年） | 106,733            | 3.3%       | 70,612             | 8.8%       |
| 2008年（平成20年） | 106,578            | −0.1%      | 72,998             | 3.4%       |
| 2009年（平成21年） | 104,586            | −1.9%      | 72,127             | −1.2%      |
| 2010年（平成22年） | 105,082            | 0.5%       | 72,800             | 0.9%       |
| 2011年（平成23年） | 104,200            | −0.8%      | 71,671             | −1.6%      |
| 2012年（平成24年） | 108,065            | 3.7%       | 75,400             | 5.2%       |
| 2013年（平成25年） | 109,613            | 1.4%       | 77,756             | 3.1%       |
| 2014年（平成26年） | 110,958            | 1.2%       | 80,043             | 2.9%       |
| 2015年（平成27年） | 115,822            | 4.4%       | 84,431             | 5.5%       |
| 2016年（平成28年） | 117,697            | 1.6%       | 86,178             | 2.1%       |
| 2017年（平成29年） | 119,245            | 1.3%       | 87,957             | 2.1%       |

### 各年度1日平均上車人次（1967年－2000年）
| 年度               | 營團   | 都營地下鐵 | 來源              |
| ------------------ | ------ | ---------- | ----------------- |
| 1967年（昭和42年） | 14,719 | 未 開 業   | [ 東京都統計 1 ]  |
| 1968年（昭和43年） | 16,978 | 未 開 業   | [ 東京都統計 2 ]  |
| 1969年（昭和44年） | 24,857 | 未 開 業   | [ 東京都統計 3 ]  |
| 1970年（昭和45年） | 29,510 | 未 開 業   | [ 東京都統計 4 ]  |
| 1971年（昭和46年） | 31,134 | 未 開 業   | [ 東京都統計 5 ]  |
| 1972年（昭和47年） | 31,751 | 未 開 業   | [ 東京都統計 6 ]  |
| 1973年（昭和48年） | 33,121 | 未 開 業   | [ 東京都統計 7 ]  |
| 1974年（昭和49年） | 35,959 | 未 開 業   | [ 東京都統計 8 ]  |
| 1975年（昭和50年） | 37,347 | 未 開 業   | [ 東京都統計 9 ]  |
| 1976年（昭和51年） | 38,726 | 未 開 業   | [ 東京都統計 10 ] |
| 1977年（昭和52年） | 40,893 | 未 開 業   | [ 東京都統計 11 ] |
| 1978年（昭和53年） | 40,871 | 未 開 業   | [ 東京都統計 12 ] |
| 1979年（昭和54年） | 40,937 | 未 開 業   | [ 東京都統計 13 ] |
| 1980年（昭和55年） | 42,219 | 未 開 業   | [ 東京都統計 14 ] |
| 1981年（昭和56年） | 43,707 | 未 開 業   | [ 東京都統計 15 ] |
| 1982年（昭和57年） | 44,726 | 未 開 業   | [ 東京都統計 16 ] |
| 1983年（昭和58年） | 45,721 | 未 開 業   | [ 東京都統計 17 ] |
| 1984年（昭和59年） | 47,378 | 未 開 業   | [ 東京都統計 18 ] |
| 1985年（昭和60年） | 47,868 | 未 開 業   | [ 東京都統計 19 ] |
| 1986年（昭和61年） | 49,005 | 未 開 業   | [ 東京都統計 20 ] |
| 1987年（昭和62年） | 50,415 | 未 開 業   | [ 東京都統計 21 ] |
| 1988年（昭和63年） | 48,403 | 未 開 業   | [ 東京都統計 22 ] |
| 1989年（平成元年） | 46,882 | 未 開 業   | [ 東京都統計 23 ] |
| 1990年（平成02年） | 47,151 | 未 開 業   | [ 東京都統計 24 ] |
| 1991年（平成03年） | 47,434 | 未 開 業   | [ 東京都統計 25 ] |
| 1992年（平成04年） | 48,014 | 未 開 業   | [ 東京都統計 26 ] |
| 1993年（平成05年） | 48,307 | 未 開 業   | [ 東京都統計 27 ] |
| 1994年（平成06年） | 46,896 | 未 開 業   | [ 東京都統計 28 ] |
| 1995年（平成07年） | 45,426 | 未 開 業   | [ 東京都統計 29 ] |
| 1996年（平成08年） | 44,970 | 未 開 業   | [ 東京都統計 30 ] |
| 1997年（平成09年） | 44,633 | 未 開 業   | [ 東京都統計 31 ] |
| 1998年（平成10年） | 44,874 | 未 開 業   | [ 東京都統計 32 ] |
| 1999年（平成11年） | 43,511 | 未 開 業   | [ 東京都統計 33 ] |
| 2000年（平成12年） | 44,216 | 16,773     | [ 東京都統計 34 ] |

### 各年度1日平均上車人次（2001年以後）
近年1日平均上車人次推移如下表。
| 年度               | 營團 / 東京地下鐵 | 都營地下鐵 | 來源              |
| ------------------ | ----------------- | ---------- | ----------------- |
| 2001年（平成13年） | 49,318            | 23,808     | [ 東京都統計 35 ] |
| 2002年（平成14年） | 49,444            | 26,737     | [ 東京都統計 36 ] |
| 2003年（平成15年） | 48,740            | 28,533     | [ 東京都統計 37 ] |
| 2004年（平成16年） | 48,299            | 29,266     | [ 東京都統計 38 ] |
| 2005年（平成17年） | 48,586            | 30,452     | [ 東京都統計 39 ] |
| 2006年（平成18年） | 50,370            | 32,529     | [ 東京都統計 40 ] |
| 2007年（平成19年） | 52,686            | 35,342     | [ 東京都統計 41 ] |
| 2008年（平成20年） | 52,912            | 36,600     | [ 東京都統計 42 ] |
| 2009年（平成21年） | 51,942            | 36,095     | [ 東京都統計 43 ] |
| 2010年（平成22年） | 52,110            | 36,493     | [ 東京都統計 44 ] |
| 2011年（平成23年） | 51,879            | 36,036     | [ 東京都統計 45 ] |
| 2012年（平成24年） | 53,505            | 37,715     | [ 東京都統計 46 ] |
| 2013年（平成25年） | 54,405            | 38,899     | [ 東京都統計 47 ] |
| 2014年（平成26年） | 55,068            | 40,010     | [ 東京都統計 48 ] |
| 2015年（平成27年） | 57,464            | 42,231     | [ 東京都統計 49 ] |
| 2016年（平成28年） | 58,427            | 43,073     | [ 東京都統計 50 ] |
| 2017年（平成29年） |                   | 43,878     |                   |

備註
1. ↑  1967年9月14日開業。開業日から翌年3月31日までの計200日間を集計したデータ。
2. ↑  2000年12月12日開業。開業日から翌年3月31日までの計110日間を集計したデータ。

## 車站周邊
- 富岡八幡宮
- 成田山東京別院深川不動堂（日语：成田山東京別院深川不動堂）（深川不動尊）
- 江東區役所（日语：江東区役所）富岡出張所
  - 江東區富岡區民館
- 深川消防署（日语：深川消防署）永代出張所
- 江東牡丹一郵便局
- 江東牡丹郵便局
- 深川一郵便局
- 江東永代郵便局
- 東京海洋大學海洋工學部校區
- 深川公園
- 越中島公園（日语：越中島公園）
- 深川運動中心（日语：深川スポーツセンター）
- 江東區立數矢小學校（日语：江東区立数矢小学校）
- 江東區立臨海小學校（日语：江東区立臨海小学校）
- 江東區立明治小學校（日语：江東区立明治小学校）
- 江東區立深川第二中學校（日语：江東区立深川第二中学校）
- 永代通（日语：永代通り）
- 清澄通
- 首都高速9號深川線
- 辰巳新道（日语：辰巳新道）
- 東日本旅客鐵道（JR東日本）京葉線越中島站 - 步行10分鐘左右。
- 東急STAY（日语：東急ステイ）門前仲町
- 澀澤City Place永代（澁澤シティプレイス永代） - 澀澤倉庫（日语：澁澤倉庫）擁有的辦公大樓。

## 巴士路線

### 路線巴士

#### 門前仲町
- 1號乘車處（清澄通南向、首都高速高架下）－「門前仲町二丁目」巴士站
- 2號乘車處（清澄通南向、柏青哥店旁）
  - 門33：經勝鬨站往豐海水產埠頭
  - 急行06（江東區深川Shuttle）：經豐洲站、東京Big Sight東棟前、調色板城往日本科學未來館（僅周六日）
- 3號乘車處（永代通東向、三菱東京UFJ銀行前）
  - 都07：經東陽町站、西大島站往錦糸町站
  - 東20：經木場站、東京都現代美術館、菊川站往錦糸町站
  - 東22：經東陽町站、江東區役所（日语：江東区役所）、千田、住吉站往錦糸町站
- 4號乘車處（清澄通北向、赤札堂對面、柏青哥店前）
  - 門21：經冬木往東大島站（僅白天）
  - 門33：經兩國站往龜戶站
  - 急行06（江東區深川Shuttle）：經清澄庭園往森下站（僅周六日）
- 5號乘車處（永代通東向、Softbank shop前）
  - 門19：經豐洲一丁目、豐洲站往深川車庫（日语：都営バス深川営業所）、東京Big Sight（僅有首班與末班行經鹽濱一丁目）
- 6號乘車處（永代通東向、Softbank shop前
  - 海01：經鹽濱一丁目、豐洲站、有明一丁目、富士電視台、台場站、日本科學未來館往東京電訊站
- 7號乘車處（永代通西向、公寓前）
  - 東20・東22：經永代橋、茅場町、日本橋往東京站丸之內北口

3號出口附近的麥當勞前有巴士下車處。

#### 門前仲町二丁目
- 乘車處僅有一處（清澄通南向、首都高速高架下）
  - 門33：往豐海水產埠頭

### 水上巴士

#### 越中島
本站4號出入口往東京水邊線越中島碼頭步行約10分，在車站南方相生橋前的隅田川旁｡
- 東京水邊線（日语：東京水辺ライン）（東京都公園協會）
  - 淺草·御台場航線（毎日航行）：兩國
  - 隅田River台場（周六日為定期航班，平日為不定期航班）：往御台場海濱公園
  - 江戶東京ぶらり旅（特定日航行）：往兩國
  - いちにちゆらり旅（特定日航行）：往兩國

## 相鄰車站
東京地下鐵
 東西線（東陽町以西所有列車各站停車）
茅場町（T 11）－門前仲町（T 12）－木場（T 13）
東京都交通局
 大江戶線
清澄白河（E 14）－門前仲町（E 15）－月島（E 16）

### 來源
地下鐵1日平均使用人數
地下鐵統計資料
1. ↑  .   [2017-04-01]. （原始内容存档于2016-04-01）.

東京都統計年鑑
1. ↑  .   [2019-01-07]. （原始内容存档于2016-03-05）.
2. ↑  .   [2019-01-07]. （原始内容存档于2016-03-05）.
3. ↑  .   [2019-01-07]. （原始内容存档于2016-03-05）.
4. ↑  .   [2019-01-07]. （原始内容存档于2016-03-05）.
5. ↑  .   [2019-01-07]. （原始内容存档于2015-06-29）.
6. ↑  .   [2019-01-07]. （原始内容存档于2015-06-29）.
7. ↑  .   [2019-01-07]. （原始内容存档于2015-06-29）.
8. ↑  .   [2019-01-07]. （原始内容存档于2016-03-05）.
9. ↑  .   [2019-01-07]. （原始内容存档于2016-06-02）.
10. ↑  .   [2019-01-07]. （原始内容存档于2015-06-29）.
11. ↑  .   [2019-01-07]. （原始内容存档于2016-03-05）.
12. ↑  .   [2019-01-07]. （原始内容存档于2015-06-29）.
13. ↑  .   [2019-01-07]. （原始内容存档于2016-03-05）.
14. ↑  .   [2019-01-07]. （原始内容存档于2016-03-05）.
15. ↑  .   [2019-01-07]. （原始内容存档于2016-03-05）.
16. ↑  .   [2019-01-07]. （原始内容存档于2015-06-29）.
17. ↑  .   [2019-01-07]. （原始内容存档于2015-06-29）.
18. ↑  .   [2019-01-07]. （原始内容存档于2015-06-29）.
19. ↑  .   [2019-01-07]. （原始内容存档于2016-03-05）.
20. ↑  .   [2019-01-07]. （原始内容存档于2016-03-05）.
21. ↑  .   [2019-01-07]. （原始内容存档于2015-06-29）.
22. ↑  .   [2019-01-07]. （原始内容存档于2016-03-05）.
23. ↑  .   [2019-01-07]. （原始内容存档于2016-03-05）.
24. ↑  .   [2019-01-07]. （原始内容存档于2016-03-05）.
25. ↑  .   [2019-01-07]. （原始内容存档于2016-03-05）.
26. ↑  .   [2019-01-07]. （原始内容存档于2013-08-15）.
27. ↑  .   [2019-01-07]. （原始内容存档于2013-02-03）.
28. ↑  .   [2019-01-07]. （原始内容存档于2013-02-03）.
29. ↑  .   [2019-01-07]. （原始内容存档于2013-02-03）.
30. ↑  .   [2019-01-07]. （原始内容存档于2013-02-03）.
31. ↑  .   [2019-01-07]. （原始内容存档于2016-03-04）.
32. ↑  平成10年PDF
33. ↑  平成11年PDF
34. ↑  .   [2019-01-07]. （原始内容存档于2016-03-04）.
35. ↑  .   [2019-01-07]. （原始内容存档于2016-03-04）.
36. ↑  平成14年[永久]
37. ↑  平成15年[永久]
38. ↑  平成16年[永久]
39. ↑  平成17年[永久]
40. ↑  平成18年[永久]
41. ↑  平成19年[永久]
42. ↑  平成20年[永久]
43. ↑  .   [2019-01-07]. （原始内容存档于2016-03-26）.
44. ↑  .   [2019-01-07]. （原始内容存档于2016-03-27）.
45. ↑  .   [2019-01-07]. （原始内容存档于2016-03-25）.
46. ↑  .   [2019-01-07]. （原始内容存档于2016-03-27）.
47. ↑  平成25年[永久]
48. ↑  .   [2019-01-07]. （原始内容存档于2017-07-30）.
49. ↑  .   [2019-01-07]. （原始内容存档于2018-11-09）.
50. ↑  .   [2019-01-07]. （原始内容存档于2019-05-02）.

## 外部連結
- 門前仲町/T12 | 路線・車站資訊 | 東京地下鐵
- 門前仲町 - 東京都交通局

35°40′19″N 139°47′45″E / 35.671979°N 139.79579°E